# Sušany
Sušany este o comună slovacă, aflată în districtul Poltár din regiunea Banská Bystrica. Localitatea se află la altitudinea de 219 m deasupra n.m., se întinde pe o suprafață de 12,94 km2 și în 2017 număra 422 de locuitori. Se învecinează cu Hrnčiarske Zalužany și Kružno.

## Istoric
Localitatea Sušany este atestată documentar din 1407.

## Demografie
| An:                | 1994 | 2004   | 2014   | 2024   |
| ------------------ | ---- | ------ | ------ | ------ |
| Număr de persoane: | 460  | 451    | 435    | 420    |
| Diferență:         |      | −1,95% | −3,54% | −3,44% |

| An:                | 2023 | 2024   |
| ------------------ | ---- | ------ |
| Număr de persoane: | 422  | 420    |
| Diferență:         |      | −0,47% |